# Manuel Broekman
Manuel Broekman (ur. 26 grudnia 1986 w Amsterdamie) – holenderski aktor, prezenter i model.

## Wybrana filmografia

### Seriale TV
- 1996: Stokrotka (Madelief) jako Peter
- 1999: Zaraz wracam (Ben zo terug) jako Bennie
- 2006: Sprint! jako Floris
- 2006: Dzieci nie sprzeciwiają się (Kinderen geen bezwaar) jako Hessel
- 2007: Piłka nożna kobiet (Voetbalvrouwen) jako Dylan Woesthoff
- 2010: Feuten jako Bram Wagtmans
- 2013: Miłość z Ibizy (Verliefd op Ibiza) jako Sjoerd
- 2013-2014: Web Sophie (Sophie's Web) jako Misza
- 2014: Detektyw Ria (Rechercheur Ria) jako Martin Beer

### Filmy fabularne
- 2007: Los jako Elmar
- 2007: Limo jako Simon
- 2009: Miłośnik Loser (Lover of Loser) jako Max
- 2009: Wszystko płynie (Alles stroomt) jako Simon
- 2010: Mocne historie (Sterke verhalen) jako Marlon Broekman
- 2010: SpangaS jako Kees Pokerface
- 2011: Morning Light (Ochtendlicht) jako Jorik Merkelmann
- 2012: Maraton (De Marathon) jako Ken
- 2013: Chora z miłości (Smoorverliefd) jako Bastiaan
- 2013: Feuten: Przyjęcie (Feuten het Feestje) jako Bram Wagtmans
- 2014: Ulica Hart (Hartenstraat) jako Hipster
- 2014: Weź moje serce (Pak van mijn Hart) jako Auditant